# Manitherionyssus heterotarsus
Manitherionyssus heterotarsus (лат.) — вид клещей, единственный представитель рода Manitherionyssus и семейства Manitherionyssidae.
Встречаются в Юго-Западной Африке (Намибия). Паразитируют на млекопитающих из отряда панголины (Pholidota).
Первоначально вид был описан под названием Liponyssus heterotarsus Vitzthum, 1925. Синонимом рода Manitherionyssus Vitzthum, 1925 (который был описан в составе под семейства Laelapinae) является род Manisicola Lawrence, 1939.